# Ha-Jerukkim
Ha-Jerukkim (hebr. הירוקים; dosł. „Zieloni”) – ekologiczna partia polityczna w Izraelu. Zieloni opowiadają się za szeroko pojmowanym życiem w zgodzie z naturą, sprawiedliwością społeczną, demokracją bezpośrednią, zrównoważonym rozwojem, niestosowaniem przemocy i tolerancją.
Przed wyborami do Knesetu w 2006 r. przez pewien czas w sondażach izraelscy Zieloni utrzymywali swe notowania nieco powyżej 2% progu wyborczego. Ostatecznie jednak nie weszli do parlamentu.